# Свобода (Калінінградська область)
Свобода (рос. Свобода) — селище Черняховського району, Калінінградської області Росії. Входить до складу Свободненського сільського поселення.
Населення —  462 особи (2015 рік). 

## Населення
| 1910 | 1933 | 1939 | 2002 | 2010 |
| ---- | ---- | ---- | ---- | ---- |
| 365  | ↗426 | ↗466 | ↘433 | ↗462 |